# 印度裔南非人
印度裔南非人，泛指擁有印度血統的南非人，他們多數聚居於德班或其周邊地區，德班则是其中一个最多海外印度人聚居的城市。

## 歷史
印度人自1860年起來到南非，首342人乘座特魯羅號從金奈出發。他們是納塔爾殖民地甘蔗園的契約勞工。往後的50年間，為數達20萬的印度裔契約勞工被運到當地，除了甘蔗園外，他們亦會被送到煤礦工作或負責修建鐵路。

## 印度人的移入
18世紀以前
   早在荷蘭人於1652年登入開普(the Cape) 之前，印度商人就已在南非的東海岸活躍的貿易。18世紀的印度人曾經被荷蘭人視為奴隸利用。1654年，第一批印度奴隸被引入開普敦。
大英帝國時期
   自從大英帝國於19世紀殖民南非以後，印度人於1860到1911年期間陸續從他們的家鄉移民至南非的納塔爾(Natal)，並從事甘蔗的種植，鐵路營建以及礦業等勞動工作。當時的納塔爾全竟皆可看到印度裔的廉價勞工(cheap labour)在甘蔗田中工作，他們負責在田中耕作及收成作物等辛勞的苦力。在這個期間，印度人及阿拉伯人持續前來南非做生意並在當地創設貿易站，因此進一步擴張當印度人的聚落。

## 印度契約勞工
契約勞工的引進背景
   1850年代的白人社群中出現了要求引進資本及勞力的聲音。當時甘蔗在納塔爾是個非常重要的經濟作物，因此白人蔗農們普遍希望有一個穩定且可信賴的勞力供給，以協助他們在蔗田上的工作。早在1852年農人便連署向殖民地行政單位提出訴求，希望從印度引進契約勞工。儘管當時的非洲原住民人口超過十萬人，白人殖民者仍認為引進印度勞工是較為適切的決定。他們認為原住民的生活習慣無法立即適應白人主導的殖民式經濟。正如同駐南非的英國官員Sir Theophilus Shepstone所說:「冀望著戰士和獵人的國度馬上成為可靠的勞工是不合理的。」
   苦力(Coolie)—契約勞工的引進與媒體宣傳的關係密切。自1855起，Mercury報社開始推廣擁抱引進印度契約勞工的法案。法案支持者趁著駐南非英國高官George Grey前來納塔爾巡視之際，央求他做為法案支持者們的代表，向政府對契約勞工提出請願。儘管George Grey表明了自己對於該法案的支持，他還是向公眾交代了可能會遇上的問題。他表明了自己的先見，指出契約勞工的合約結束後將會有越來越多的印度家庭定居下來。
   然而Grey的意見在當時並未被媒體所注重，社會大眾更看重的反而是聘請契約勞公的價錢。人們將約聘一位印度勞工的價位與南美洲的英屬圭亞那(British Guiana)人比較，印度人的聘金往往多出後者四到六英鎊。為此，納塔爾在1863年通過法案補助蔗農聘約契約勞工，白人雇主從此得以從政府獲得約四英鎊的補助。另一個頗受當時社會看好的觀點是契約勞工為非洲原住民做良好的示範。就州長John Scott所述，印度人殷勤地申請成為契約勞工之舉，將有望說服原住民加入一同為白人農民服務。
勞工的契約內容
   1859年，為了因應納塔爾境內對於印度勞工與日俱增的需求，政府通過引進《納塔爾苦力法》。印度人主要從Madras(現在位於坦米爾那都邦內的金奈)及Calcutta(現在位於西孟加拉邦內的加爾各答)與英國殖民單位簽訂成為契約勞工。契約勞工的身分說出印度人照理來說具有自由意願，然而根據他們所簽訂的契約，印度人出國工作的本質實質上是形同奴隸的賣身契。契約勞工通常以五年簽下一期。契約截止之後，勞工可以依照契約賦予的權利選擇回到他們的家鄉，抑或是在南非當地居住下來，同時獲得一塊土地。大多數的印度契約勞工在契約結束後選擇在當地展開一個新的生活，僅有少數人選擇回到自己的母國。

## 白人對於印度勞工的看法
印度人帶來的經濟利益
   契約勞工引進之初，許多白人僅將印度人視為勞力。為此，Mercury報社接班人John Robinson嘗試宣導互信關係之建立的重要性。他認為雇主應該要在契約勞工創造出的經濟利益與勞工福利的社會責任中取得平衡，並且聲明苦力企業在某種程度上是一個對於殖民社會的改革，以此作為苦力引進之影響的警告。然而，Robinson 的意見在當時社會卻不受到重視。白人雇主因為勞工的引進獲利匪淺。甘蔗的收成在引進勞工的三間成長了超過一倍，出口額更是在短短數年內翻了數倍。
印度人居住權與自由權的爭辯
   1863年，第一批於1859年被聘請成為契約勞工的印度移民得到了自由，他們獲得了在南非居住的合法權利。於此同時，白人社會也正在討論未來的印度裔居民將如何在在南非這個移民社會中扮演他們的角色。有人支持在白人社區之外另立一個印度社區，他們可以擁有自己的土地，如此他們所產出的蔬果將在場上成為白人的供給，白人因而可以更低廉的價格買到這些食材。另外有人認為印度勞工不應獲得屬於自己的土地，並且應該保持對白人雇主的經濟上依賴，持續為農主提供服務。除此之外，社會當中尚有其他聲音反對印度人擁有屬於自己的居住地，他們認為這將會成為各種仇恨與衝突的來源。
從樂觀轉為擔憂
殖民者對於印度移民人道的關心微乎其微。苦力的引進僅被視作為當時社會帶來繁榮的關鍵之一。在這樣的社會中，願意為印度人發聲的團體也屈指可數。苦力移民代理公司(Coolie Immigration Agent)曾經嘗試為印度裔的定居者發聲，立志於改變印度人身處的壓迫環境。只是面對那些不敢得罪蔗糖農主的法官們，這些為印度居民爭取權利的行動都徒勞無功，畢竟當時的白人蔗農已是富甲一方，在地方政治經濟上握有權勢。 一直到1865年，蔗糖的市場價格受到美國內戰後的波動，納塔爾依賴蔗糖出口的經濟結構嚴重受到打擊，白人看待契約勞工的態度才開始有所轉變。許多農主為了減少經濟負擔，紛紛與契約勞工解約。除此之外，自1866到1874年間，納塔爾暫停從印度引進新的契約勞工。

## 印度社群的發展
印度人口的成長
   印度裔南非人的人口成長迅速，除了專為經商之目的印度商人不斷地來到納塔爾的德班港口並進入內地，另一個導致印度居民人口成長的因素，即是數千位每年因為契約截止而獲得自由的印度裔勞工。這些擺脫束縛的印度人發現他們可以藉由自己在當地的創業，或是在礦場或鐵路營建等地方工作，賺到比契約勞工勞工更多的收入。基於這個原因，大部分的契約勞工幾乎不會在第一個五年契約截止之後續簽第二期的契約。
解約後的勞工社群發展
   1870年代的印度裔南非人幾乎都己經脫離了契約勞工的身分，僅有少數的人還在他們的任期內服務。結束契約任期的印度人大多從事漁業、紡織業、廚師、農藝、攤販賣家、衣物清潔人員、貿易商人及維修人員等工作。他們的生活圈也超過了過去以沿海地區為主的範圍，此時他們的足跡已遍布殖民地的各個角落。相對而言，白人在引進契約勞工之初，認為印度勞工不過是以廉價勞工的身分定居在南非，如今看來實屬天真單純。
印度「旅客」到南非的發展
    印度裔南非人的人口在1876到1886年間幾乎成長了三倍，其中包含被稱為「旅客」(passengers)的印度商人。這些印度人並非來到南非從事契約勞工的服務，他們乃是依照大英帝國賦予境內人民自由遷徙的權利，自行支付旅程來到南非經商。這些商人大多來自印度東岸的古加拉特邦。由於他們善於貿易，累積了相當可觀的財富，這些「旅客」的地位在白人的眼裡較一般的印度人來的高，但他們的存在卻也威脅到了歐裔商人的商機，日後更成為白人萌生出對印度裔移民的敵意的核心原因。
印度人經濟商發展與貢獻
   一直到1870年代末，白人大致上還是以正面的態度看待印度人。許多耕作於內陸的農主對於契約勞工的需求都正在成長。除此之外，自由的印度居民也在這個殖民社會中扮演了重要的角色。有人甚至認為若是市場中沒有印度人提供的作物，常常出現在食譜中的玉米將會跟飢荒時期的價格一樣昂貴；許多蔬菜也將不會在餐桌上出現。當時納塔爾的行政長官對於當前的經濟結構給予評論，並表示若是沒有印度人的貢獻，納塔爾目前的榮景將會衰頹，營收也將大幅減少。

## 白人的反制
民間的抱怨
   關於印度人的自由權的討論從契約勞工引進以來便一直存在。然而對於印度人在經濟上的肯定，則是到1870年代末期才開始動搖。1870年代，開始有人認為印度商人奪取了從來都只屬於白人的貿易行為。另有人厭惡印度人「習慣性的酗酒又髒亂無序」的形象，甚至還能聽見白人店家訴苦自己無能與印度商人競爭的聲音，種種現象逐漸醞釀出社會中的衝突。
 立法機構的回應
   終於在1884年的7月24日，納塔爾的立法機構內部一致的同意授予對於規範印度移民之相關法律的重新檢視，他們希望利用這個機會完善的調查所有關於印度移民的情形以及抱怨，並更有效的控制印度居民的人口。
   1887年，立法機構底下的「印度問題」(Indian question)調查委員會Wragg commission給出了一份報告，此報告用以調查白人對於印度人的抱怨以及印度社群的生活樣態。該份報告建議政府應該停止資助契約勞工。儘管如此，這還是沒有解決前來貿易的「旅客」的問題。調查委員會所做的就是找到「印度問題」的本質以及問題牽涉到的範疇，並給予政府建議。只是當時調查小組所給出的建議未被政府所採納。

## 大時代的種族觀念
主流想法
   大英帝國以種族劃分有色人種的觀念潛漸地影響到南非白人對印度人的厭惡與隔閡。1850年由Robert Knox出版的The Races of Men中便主張種族決定了一切，個人和整個民族的人格都將承接自己所屬之種族的天性。 另外，1868年由Charles Dilke撰寫的Greater Britain中則提到英國裔官員協助指引東方的民族是個依循自然法則下的結果。歐洲人是有靈性、富有創造力且受教化守法的，非洲人則是懶散粗心且註定被殖民的。甚至在一偏於1870年由Mercury出刊的文章中主張南非的安格魯薩克遜人已註定成為其他有色人種的管理者，並且有責任在不讓渡自己最高地位的前提下，啟迪還身處在文明世界以外的人們。
為印度人說話的聲音
   就算如此，在社會達爾文主義興盛的時代背景中，還是有像是 Harry Escombe這樣為少數族群發聲的人。Escombe積極的為印度商人的競爭辯護，在一場於1884年召開的國會中，他主張貨品的價格可因著印度商人的競爭而降低。再者，印度社群也努力開墾從前荒瘠的土地，他們的社群應該才是值得學習的榜樣。他的說詞在白人的小康家庭中並未遭到嚴重的質疑與反對，他們其中的許多人都是印度商人的忠誠買家。在1885年，甚至有22戶白人居民是印度方東的租戶。

## 差別待遇

印度/亞洲人口的密度
<1 /km²
1–3 /km²
3–10 /km²
10–30 /km²
30–100 /km²
100–300 /km²
300–1000 /km²
1000–3000 /km²
>3000 /km²

印度/亞洲人佔總人口的比例
0–20%
20–40%
40–60%
60–80%
80–100%

19世紀末乃至20世紀初，生活在南非的印度人已累積了相當多的人口。另外，契約勞工也陸續獲得自由並融入當地的社會。印度人在南非的迅速增長讓殖民當局無法忽視他們的存在。有些白人認為印度人的發展將壓迫到自己的生活圈及工作機會，他們促使政府開始限制印度人的社群，其中包括遷徙和貿易自由、居住地和婚姻的選擇以及教育權等基本權利。有些州(德蘭士瓦和奧蘭治自由邦)甚至立法設立白人專屬的生活圈，印度人不得居住在這些特定的地區。除此之外，印度人的投票權、土地取得權及從商的權力也連同被剝奪。
不平等的法律
   第一個針對印度人的歧視性立法在1885 年於德蘭士瓦州通過。該法適用於所有亞裔種族，包括所謂的苦力、阿拉伯人、馬來人和土耳其帝國的人民。  
   白人民意代表為了要進一步限制印度人的移入，於是研擬了更嚴格的法律規定。這些新規定的方向與當時用以統治非洲人的模式雷同。於是納塔爾便在1888年通過《僕人登記法》，規定所有在德班(Durban)和皮特馬利茲堡(Pietermaritzburg)非契約勞工的印度人登記為「未受教化的種族」。   
   另一方面，立法部門重新檢視規範印度居民的相關法律，並在修改合併以後成為1891年的第25條法。該法繼承先前法律的精神，其中明訂印度契約勞工在完成十年的服務之前都不得離開納塔爾，且在聘期結束之後回歸印度。想當然耳，印度政府反對這條法案。該方堅稱在沒有皇家同意的前提之下，該法案都沒有正當性，因此第25條法最終還是被駁了回去。
   然而，南非內部還是出現不同程度的歧視性法律。1891年，奧蘭治自由邦禁止印度人或任何其他亞洲人或有色人種在州內從商或務農。 1895年，透過頒布《印度移民法修正案》，納塔爾政府得以向完成勞動後未重新簽訂契約或返回印度的勞工徵收 3 英鎊的「懲罰」稅。1897年，《移民限制法》規定除了契約勞工以外的印度人在進到南非以前需經過健康狀況、教育程度、年齡以及前來途徑等綜合評估，同年第 3 號法案禁止德蘭士瓦州境內白人與有色人種結婚。納塔爾另外頒布了第 18 號《經銷商許可證法》，該法案令發證官員有權頒發或拒絕頒發許可證給印度貿易商。1898 年第 15 號法案禁止任何有色人種持有任何執照，或以任何方式參與德蘭士瓦州的採礦作業。
政治人物的偏見

   此後，不滿印度居民的聲音還是持續存在。德班的市長Benjamin Greenacre表示希望印度人隔離到自己的居住區域。皮特馬利茲堡的市長Charles Barter也持有類似的看法，他說「印度人如今還沉湎於家鄉的惡臭與髒亂之中」，以此表示對於印度人居住環境的批判。

## 外部連結
- Indian Diaspora in South Africa, from the Report of the High Level Committee on The Indian Diaspora (2001) of the Non-resident Indian and Persons of Indian Origin Division of the Ministry of External Affairs of India
- 2001 Digital Census Atlas （页面存档备份，存于）
- History of Indian Settlement
- Indian Chronology （页面存档备份，存于）